# Cartaya
Cartaya là một thị trấn và đô thị ở tỉnh Huelva, Tây Ban Nha. Theo điều tra dân số năm 2006, đô thị này có dân số 16.042 người, diện tích 226 km² và mật độ dân số 68,5 người/km². Tọa độ địa lý: 37º 17' độ vĩ bắc, 7º 09' độ kinh đông. Đô thị này nằm ở độ cao 26, cách tỉnh lỵ Huelva 35 km.